# Utatsuzaur
Utatsuzaur (Utatsusaurus) – rodzaj wymarłego gada z grupy Ichthyopterygia. Jedyny przedstawiciel monotypowej rodziny Utatsusauridae.
Żył w okresie wczesnego i środkowego triasu (ok. 240 mln lat temu) na terenach dzisiejszej wschodniej Azji oraz Ameryki Północnej. Jego szczątki znaleziono w Japonii (w okolicach miasta Ogatsu) oraz Kanadzie.

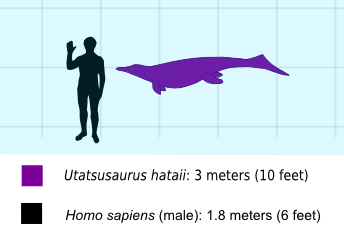
Porównanie wielkości Utatsusaurus hataii i człowieka

Utatsuzaur jest jednym z najstarszych znanych przedstawicieli nadrzędu Ichthyopterygia (taksonu, do którego zaliczane są ichtiozaury oraz przedstawiciele Grippidia). W przeciwieństwie do form późniejszych nie miał płetwy grzbietowej, a jego czaszka była szeroka i zwężająca się w przedniej części. Jego zęby były małe, co jest związane z rozmiarami głowy. Płetwy utatsuzaura miały po cztery palce, w przeciwieństwie do pięciopalczastych płetw pierwszych ichtiozaurów. Duże rozmiary płetwy ogonowej wskazują, że stanowiła ona główne źródło napędu zwierzęcia, w przeciwieństwie do jego płetwiastych kończyn. Utatsusaurus osiągał długość około 3 m.
Komputerowe badania szkieletu utatsuzaura, przeprowadzone przez Ryosuke Motaniego (Uniwersytet Kalifornijski w Berkeley) oraz Nachio Minuorę (Uniwersytet w Hokkaido), wykazały, że zwierzę należało do diapsydów, podobnie jak m.in. petrolakozaur oraz żyjące do dziś krokodyle, łuskonośne i sfenodonty.